# 曾根田村
曾根田村（そねだむら）は、福島県信夫郡にかつて存在した村。現在の福島市中央地域の一部。1889年4月1日、同郡福島村と編入合併し同時に福島町に町制施行したため消滅。

## 概要
福島市街地の北西部が大まかな範囲である。現在でも旧曾根田村の名残として、町名や駅名、施設名などに「曽根田」「曾根田」の名称が使用されている。
ちなみに福島第四小学校の学区や福島消防署4分団方面の管轄は旧曾根田村の範囲に準じているなど、旧村の範囲を垣間見ることが出来る。
後の福島町時代や福島市に市制施行した当初までは「福島町大字曾根田」「福島市大字曾根田」のように大字名として使用されていた。
旧曾根田村の殆んどが曽根田天満宮の氏子区域にあたる。旧曾根田村と旧福島村とを跨いで氏子区域が線引きされている町会では、旧福島村の氏子区域である福島稲荷神社の例大祭に山車を参加させる町会も多く見られている。

## 範囲
主な範囲は現在の曽根田町、天神町、宮下町。陣場町、万世町、三河北町の各大半。栄町、置賜町、新町、太田町、三河南町の各一部。

## 表記について
江戸時代以前は「曽根田村」と表記されていたものの、明治に入り「曽」の字が「曾」の字の簡略字にあたり公式文章に使用できなくなったことから「曾根田村」に表記を統一。その後福島市に合併後も「大字曾根田」や旧曾根田村の範囲内の町名「曾根田町」と受け継がれていった。しかし2013年6月3日をもって「曾根田町」から「曽根田町」へ字名変更を実施。これにより約100年ぶりに「曽根田」を公的な表記として復活採用した。
そのため古くからの施設（曽根田天満宮など）では古今を通じて「曽根田」を採用し続けてきた。近代から2000年代にかけての公式文章では「曾根田」を使用、その時代に名付けられた施設名の多くで「曾根田」を採用していた例が多く見られた。